# فرانک کوم
فرانک کوم (انگلیسی: Franck Kom؛ زادهٔ ۱۸ سپتامبر ۱۹۹۱) بازیکن فوتبال اهل کامرون است.
از باشگاه‌هایی که در آن بازی کرده‌است می‌توان به باشگاه فوتبال ستاره ساحلی اشاره کرد.
وی همچنین در تیم ملی فوتبال کامرون بازی کرده‌است.